# 태기산
태기산(泰岐山)은 대한민국 강원특별자치도 횡성군과 평창군에 걸쳐 있는 산이다. 일명 덕고산(德高山)이라고 불리며 산 자체는 중생대 쥐라기 대보 화강암으로 구성된다. '태기산'이라는 이름은 태기왕이 신라와 저항하던 산이라 붙여진 것이다. 정상에는 삼한시대의 진한의 마지막왕인 태기왕이 신라에 대항하던 태기산성과 태기산성비가 있다. 정상은 한국방송공사 송신소가 있어 통제 구역이다. 평창군 봉평면 방향의 능선으로는 휘닉스 평창이 1995년 건설되어 스키 경기장, 스키 리조트로 사용되고 있다.

## 같이 보기
- 한국의 산
- 휘닉스 평창
- 평창군의 지질